# التحالف الجمهوري الإسلامي
التحالف الجمهوري الإسلامي (بالأردوية: اسلامی جمہوری اتحاد)‏ تحالف سياسي يميني محافظ تشكل في سبتمبر 1988 لمعارضة حزب الشعب الباكستاني الاشتراكي الديمقراطي في انتخابات ذلك العام. تألف التحالف من تسعة أحزاب أبرزها الرابطة الإسلامية الباكستانية، وحزب الشعب الوطني، والجماعة الإسلامية. تألف التحالف من تسعة أطراف على غرار التحالف الوطني الباكستاني المكون من تسعة أحزاب والذي شن حملة ضد حزب الشعب الباكستاني في عام 1977.
كان رئيس التحالف غلام مصطفى جاتوي، لكن زعيمه الأكثر نشاطًا كان نواز شريف.
وقد فاز التحالف بثلاثة وخمسين مقعدًا في الجمعية الوطنية، مقارنةً باثنين وتسعين فاز بها حزب الشعب الباكستاني. برز نواز شريف في انتخابات 1988 باعتباره أقوى سياسي خارج حزب الشعب الباكستاني. وفي ديسمبر 1988 نجح في تشكيل حكومة البنجاب وأصبح رئيس وزراء المقاطعة، حتى أصبح رئيسًا للوزراء في عام 1990 حيث فاز التحالف بـ 105 مقعدًا مقابل خمسة وأربعين مقعدًا للتحالف الديمقراطي الباكستاني.
في الانتخابات الوطنية لعام 1993 لم يعد التحالف موجودًا، لقد بذلت الأحزاب الإسلامية معظم طاقاتها في محاولة تشكيل تحالف انتخابي عملي بدلاً من تعزيز ترشيح نواز شريف، الشخص الوحيد القادر على تحدي بينظير بوتو.